# Aerarium
Aerarium (łac. skarbiec) – pojęcie oznaczające w starożytnym Rzymie skarbiec. 
Aerarium populi Romani - oznacza skarbiec państw znajdujący się w Świątyni Saturna na Forum Romanum. Opiekował się nim kwestor (quaestor urbanus), nad którym miał nadzór senat. Źródłem jego dochodu było tributum (od 406 r. p.n.e. do 168 r.), środki z podatków nadzwyczajnych, z podatków z prowincji, a także 4% opłata uiszczana za sprzedaż niewolnika.
Aerarium sanctius populi Romani - była to kasa specjalnego przeznaczenia. Źródłem jej dochodu były wpływy z 5% opłaty od wyzwolenia niewolnika, a także część łupów wojennych.
Aerarium militare - fundusz, który utworzył August, miał on na celu zapewnienie wypłat żołnierzom przechodzącym w stan spoczynku. Opiekę nad nim pełniło trzech prefektów.